# Mellicta lacustris
Mellicta lacustris är en fjärilsart som beskrevs av Rocci 1932. Mellicta lacustris ingår i släktet Mellicta och familjen praktfjärilar. Inga underarter finns listade i Catalogue of Life.